# Aphalangia
Aphalangia是一種先天性障礙，特徵是一個或多個的手指上沒有指骨。非血管性指骨轉移（Nonvascular phalangeal transfer）是一種替代性康復方法，可以提高患者的活動能力。Aphalangia可能與妊娠初期意外使用非那雄胺有關，一位因出現男性型脫髮（Male pattern alopecia）而被皮膚科醫生處方非那雄胺的女性，沒有遵從醫生的指示，沒有採取避孕措施。她生出的一名女嬰的右手畸形，不僅手的尺寸過小且手指短，五個手指都沒有指骨，而左腳第二和第三腳趾短且沒有遠端指骨，然而在妊娠第18週和第26週時進行的超聲波掃描中並未發現異常之處。此外，Neumann等發現一對父女患有家族性單側末端Aphalangia（Unilateral Terminal Aphalangia），他們的手在形態上具有相似的缺陷。目前已知這宗個案中的父親，他的母親曾在懷孕時期服用沙利竇邁（一種已退出市場的抗妊娠嘔吐反應藥物）。他們認為最有可能是常染色體顯性遺傳。